# Большеглазые акулы
Большеглазые акулы (лат. Hemigaleidae) — семейство хрящевых рыб отряда кархаринообразных. Обитают от восточной части Атлантического океана до континентального побережья Индо-Тихоокеанского региона. Встречаются на мелководье и на глубине до 100 м. В основном это некрупные рыбы длиной менее 1,4 м, хотя индийская серая акула достигает 2,4 м. У большеглазых акул овальные глаза, вытянутые по горизонтали. Позади расположены небольшие дыхальца. Основание первого спинного плавника расположено между основаниями грудных и брюшных плавников. У края верхней лопасти хвостового плавника имеется вентральная выемка. Размножаются плацентарным живорождением. Рацион состоит из мелких костистых рыб и беспозвоночных. Акулы, принадлежащие к этому семейству, не представляют опасности для человека.

## Роды и виды
Известно 8 видов акул, принадлежащих к этому семейству, которые отнесены к 4 родам. Род Hemipristis относится к подсемейству Hemipristinae, тогда как Chaenogaleus, Hemigaleus и Paragaleus принадлежат к подсемейству Hemigaleinae.
- Chaenogaleus T. N. Gill, 1862 — Крючкозубые большеглазые акулы
  - Chaenogaleus macrostoma (Bleeker, 1852 — Крючкозубая большеглазая акула, или индоокеанская большеглазая акула, или малайская большеглазая акула
  - † Chaenogaleus affinis[4].

- Hemigaleus (Bleeker, 1852 — Большеглазые акулы (род)
  - Hemigaleus australiensis W. T. White, Last & Compagno, 2005
  - Hemigaleus microstoma Bleeker, 1852 — Индо-малайская большеглазая акула

- Hemipristis (Agassiz, 1843) — Индийские серые акулы
  - Hemipristis elongatus Klunzinger, 1871 — Индийская серая акула

- Paragaleus (Budker, 1935) — Полосатые акулы
  - Paragaleus leucolomatus Compagno & Smale, 1985
  - Paragaleus pectoralis Garman, 1906 — Атлантическая полосатая акула, или жёлтополосая акула
  - Paragaleus randalli Compagno, Krupp & K. E. Carpenter, 1996
  - Paragaleus tengi J. S. T. F. Chen, 1963 — Китайская полосатая акула